# Фикельмон, Дарья Фёдоровна
Графиня Да́рья Фёдоровна Фикельмо́н (фр. de Ficquelmont, урождённая графиня Тизенга́узен, нем. Tiesenhausen; 14 октября [26 октября] 1804, Санкт-Петербург, Российская империя — 10 апреля 1863, Венеция [или Вена], Австрийская империя) — внучка фельдмаршала Кутузова, дочь Е. М. Хитрово, жена австрийского дипломата и политического деятеля К. Л. Фикельмона. Часто упоминается как Долли Фикельмон. Известна как хозяйка петербургского салона и автор обстоятельного «светского дневника», в записях которого особый интерес у пушкинистов вызывают фрагменты, касающиеся Пушкина и его жены, и подробный отчёт о дуэли и смерти Пушкина. С 1920-х годов существует предположение о том, что у Фикельмон была связь с Пушкиным. Версия имеет как сторонников, так и противников.

## Биография

### Ранние годы

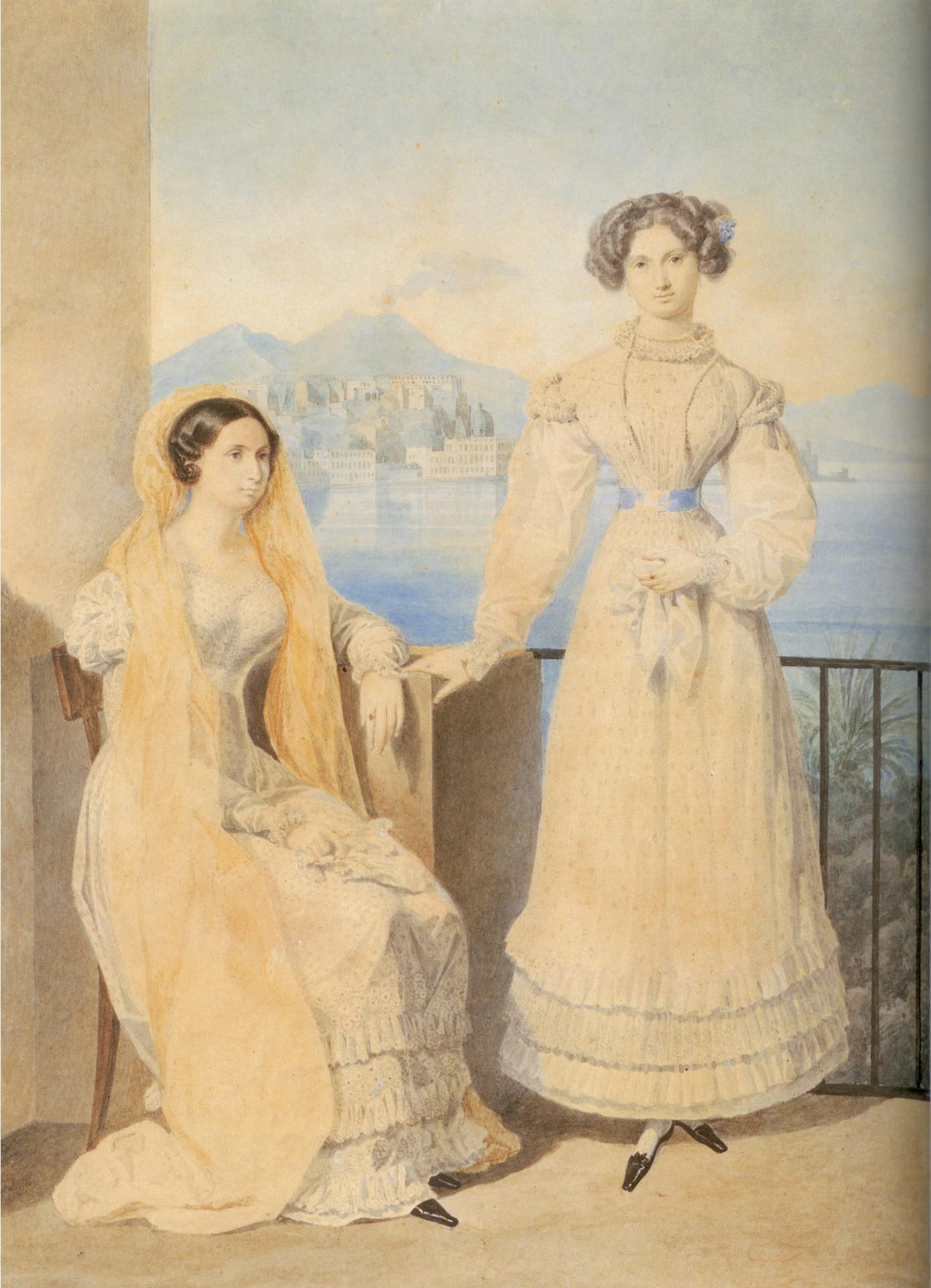
Долли с сестрой Екатериной в Неаполе. Акварель А. П. Брюллова

Дочь флигель-адъютанта императора Александра I Фердинанда фон Тизенгаузена (1782—1805) и Елизаветы Михайловны, урождённой Голенищевой-Кутузовой (1783—1839). Детство вместе со старшей сестрой Екатериной провела в Ревеле у своей бабушки Е. И. Тизенгаузен. В 1811 году Елизавета Михайловна вышла замуж за генерал-майора Николая Фёдоровича Хитрово. В 1815 году Хитрово был назначен российским поверенным в делах при герцоге Тосканском и вместе с семьёй переехал во Флоренцию.
Хитрово был небогат, однако во Флоренции он вёл жизнь на широкую ногу. По свидетельству хорошо знавшего Николая Фёдоровича Ф. Г. Головкина, российский поверенный был «умён и приятен в общении», дважды в неделю, несмотря на свои расстроенные дела, он принимал у себя «весь город», его вечера всегда завершались «балом или спектаклем». Выезжать в свет Долли начала с тринадцати или четырнадцати лет. Семья Хитрово была близка с семьёй Фердинанда III, а Долли дружила с будущей великой герцогиней Тосканской Анной-Каролиной. Круг общения юной графини Тизенгаузен в то время составляли богатые путешественники из разных стран, посещавшие столицу Тосканы, и представители русской знати, обитавшие во Флоренции, среди них — семья Д. П. Бутурлина. По воспоминаниям сына Дмитрия Петровича Михаила: «молодые графини Екатерина и Дарья (Долли) Фёдоровны Тизенгаузен только что начинали выезжать в свет и были во всём блеске красоты; но особенно поражала даже меня, десятилетнего мальчугана, пятнадцатилетняя графиня Дарья Фёдоровна».
В начале 1817 года почти разорённый Н. Ф. Хитрово получил отставку: для сокращения расходов по дипломатическому представительству его должность ликвидировалась, а обязанности поверенного передавались русскому послу в Риме. По сообщению Головкина, Хитрово предоставлялась небольшая пенсия с тем условием, что он продолжит жить в Тоскане. Хитрово, потерявший надежду на материальную помощь от императора, нанял более скромную квартиру и, продавая своё имущество, стал рассчитываться с кредиторами. Тем не менее, его семья сохранила все свои светские связи.
19 мая 1819 года Н. Ф. Хитрово умер. Елизавета Михайловна оказалась в тяжёлом материальном положении: от мужа ей остались только долги. Однако в 1820 году вместе с Долли и Екатериной она побывала в Неаполе, а позднее совершила путешествие в Центральную Европу. Мать надеялась выдать своих дочерей замуж. Вероятно, к этому времени относится высказывание о Е. М. Хитрово Д. И. Долгорукова: «Г-жа Хитрово имеет вид серого <…> торгаша, который ездит по всем ярмаркам, чтобы за хорошую цену продать свой товар, который заключается в двух прелестных дочерях».
Н. Раевский отмечал особое умение Хитрово завязывать дружеские отношения с представителями «самых верхов аристократии» Европы. Среди близких знакомых Елизаветы Михайловны и её дочерей — прусский король Фридрих Вильгельм III, будущий король Бельгии Леопольд Саксен-Кобургский, представители знатнейших европейских семей. Долли за удивительную у такой молодой девушки интуицию, позволявшую ей «до некоторой степени предугадывать будущее», получила от австрийской императрицы прозвище «Сивилла флорентийская».

### Замужество

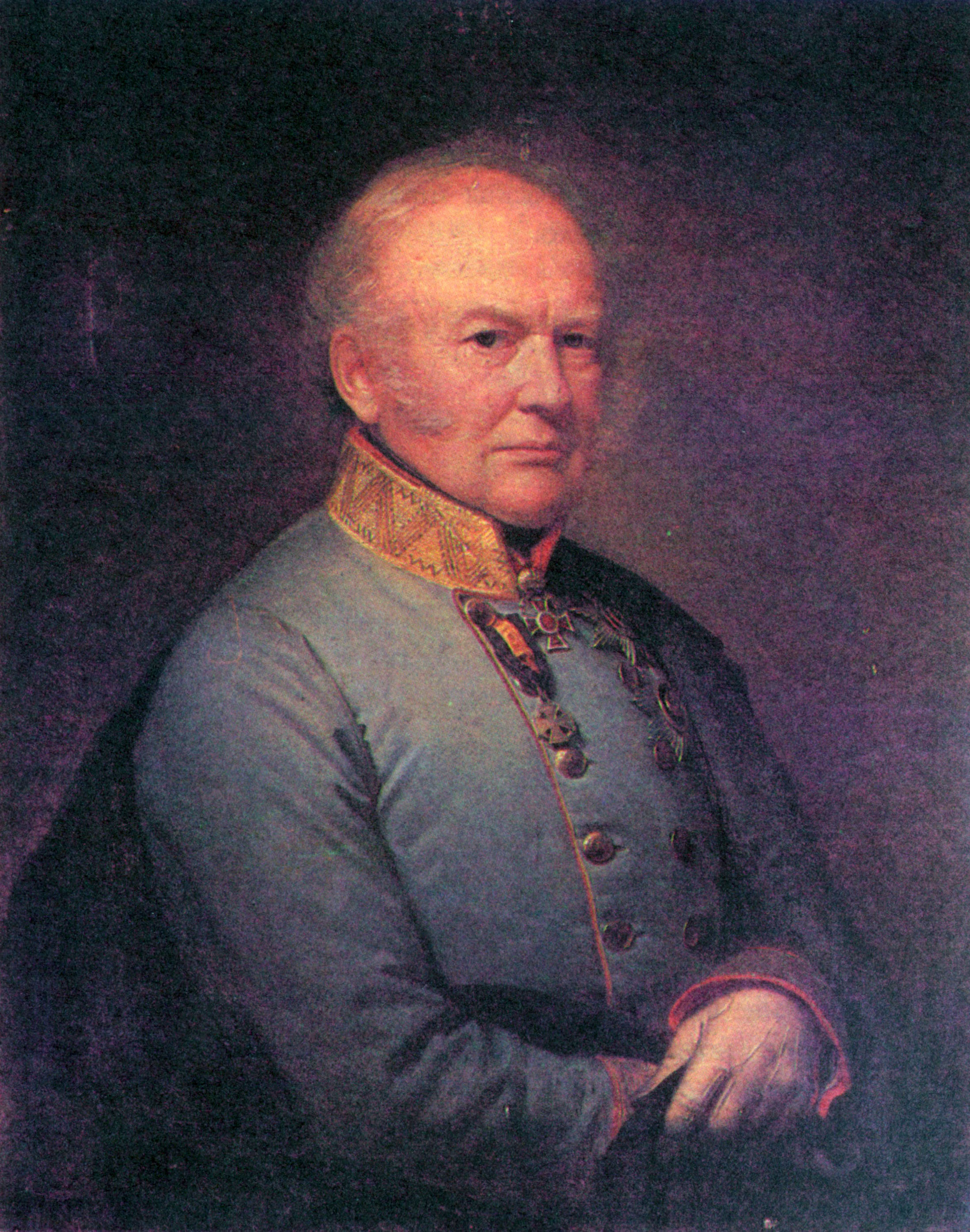
Граф Карл фон Фикельмон

В 1820 году с Долли познакомился посланник австрийского императора во Флоренции Карл Людвиг Фикельмон. 2 января 1821 года он сделал ей предложение, о чём сообщил в письме Е. И. Голенищевой-Кутузовой, бабушке Долли. Елизавета Михайловна в письме от 10 января известила о помолвке своей младшей дочери императора Александра I. Александр, находившийся в Лайбахе, поздравил Хитрово и, зная Фикельмона «с самой хорошей стороны», выразил надежду, что «этот брак будет счастливым». Хитрово с дочерьми позднее побывала на конгрессе в Лайбахе. Канцлер Меттерних сообщал в письме своей жене, что одна из дочерей Елизаветы Михайловны (Екатерина) должна выйти за молодого дипломата из австрийского посольства в Риме, руку другой (Долли) «жаждет получить наш чрезвычайный посланник во Флоренции, очень умный и достойный человек».
3 июня 1821 года состоялась свадьба. Разница в возрасте супругов была 27 лет. В большей или меньшей степени биографы Дарьи Фёдоровны склоняются к тому, что «это был <…> брак по рассудку, а не по любви с её стороны». Вероятно, не последнюю роль сыграло разорение семьи. Н. Раевский же считает, что Елизавета Михайловна не «могла выдать замуж любимую дочь по расчёту». Записи в дневнике Долли, её многолетняя переписка содержат её отзывы о муже, полные любви и уважения. На этом основании Раевский делает вывод: «Своего мужа она, несомненно, любила на протяжении всех тридцати шести лет супружеской жизни (1821—1857)». Однако Раевский отмечает, что при чтении дневника и писем Фикельмон создаётся впечатление «душевной трещины», какого-то недовольства, которое порождало приступы грусти. Биограф Фикельмон, Н. Каухчишвили, называя это состояние «душевным диссонансом», объясняла его надвигавшимся нервным заболеванием. В то же время Л. Гроссман, а вслед за ним и некоторые исследователи считают, что Долли была несчастна.

### Неаполь

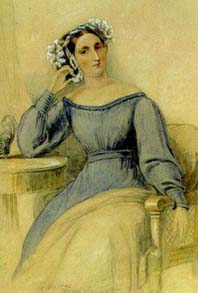
Т. Уинс. Портрет Д. Ф. Фикельмон. 1826

Первые годы супружества Долли провела в Неаполе, где Фикельмон c марта 1821 года был дипломатическим представителем Австрии при дворе короля Обеих Сицилий Фердинанда I. Елизавета Михайловна и Екатерина переехали в Неаполь вместе с Фикельмонами. Несмотря на всю сложность положения — после подавления неаполитанской революции 1820—1821 гг. (Фикельмон принимал участие в боевых действиях) отношения между австрийцами и итальянцами были натянутыми, Дарья Фёдоровна и её мать, которая на первых порах помогала дочери войти в роль хозяйки светского салона, очень скоро освоились в неаполитанском обществе. Однако нет никаких сведений о неофициальных отношениях семьи австрийского посланника с неаполитанским двором, подобных тем, что сложились у семейства Хитрово с правителями Тосканы. В Неаполе Фикельмон вела активную светскую жизнь, однако, по словам Раевского: «среди посетителей её неаполитанского салона <…> выдающихся людей, кажется, не было».
Дарья Фёдоровна много читала, о литературных интересах её до замужества неизвестно ничего, но в её бумагах сохранились список книг, прочитанных позднее, и выписки из них. По предположению Каухчишвили, с которым согласен и Раевский, в первые годы замужества её чтением руководил муж, под влиянием которого начали формироваться политические и философские взгляды Дарьи Фёдоровны. Вероятно, по его совету она изучает античных классиков, современные работы, посвящённые политическим и историческим вопросам, в том числе произведения Тьера и Тьерри. Читала она на немецком, английском, итальянском языках и в основном на французском.
В Неаполе в семье Фикельмонов случился разлад, едва не приведший их к разводу. Об этом упоминает в одном из своих писем Н. М. Смирнов, работавший в то время в Италии. Разлад между супругами подтверждают и письма Фикельмона к жене за 1823—1824 годы. Так, в одном из них он просит вернуться жену из Сорренто, чтобы не возбуждать ненужных толков в обществе, но тут же добавляет, что сам не верит никаким слухам. Известно, что часть посланий, относящихся к этому периоду, Дарья Фёдоровна уничтожила. Возможно, только опыт, выдержка и мудрость Фикельмона помогли супругам избежать разрыва. Вероятно, в годы пребывания в Неаполе Дарья Фёдоровна пережила сильное увлечение. Здесь она познакомилась с Фердинандом Ричардом Актоном (1801—1837), сыном Джона Актона, бывшего премьер-министра королевства Обеих Сицилий и фаворита королевы Марии Каролины. Через много лет, в знаменитой дневниковой записи о дуэли и смерти Пушкина она сопоставит горе своей матери, потерявшей друга, и своё собственное — смерти кузины и близкой подруги Адель Штакельберг и Ричарда Актона — «друга, брата моей молодости, моей счастливой и прекрасной неаполитанской молодости». В своих поздних письмах и дневниковых записях Дарья Фёдоровна постоянно вспоминает «прекрасные неаполитанские годы».
Первые годы брака у Фикельмонов не было детей, и Дарья Фёдоровна взяла в воспитанницы итальянскую девочку из бедной семьи по имени Магдалина. В 1825 году Магдалина была «вверена попечению» сестры Фикельмона Марии-Франсуазы-Каролины. Позднее воспитанница Фикельмонов вышла замуж за французского ювелира. В конце 1825 года в Неаполе Дарья Фёдоровна родила дочь Елизавету-Александру.

### Фикельмон и Александр I
В 1823 году вместе с матерью и сестрой Екатериной Долли совершила поездку в Петербург — Елизавета Михайловна намеревалась выхлопотать себе пенсию. Ещё в 1822 году Хитрово вместе с дочерьми собиралась на конгресс в Верону, чтобы представить их императору. Однако болезнь Екатерины нарушила её планы, а Долли не захотела расставаться с матерью и сестрой.
В июне 1823 года Хитрово с дочерьми приехала в Петербург. Елизавета Михайловна известила императора об этом письмом, и он нанёс ей и дочерям неофициальный визит. Они были очень благосклонно приняты при дворе, а между императором и семейством Хитрово завязалась переписка.
Как отмечает Раевский, частный визит к Хитрово «с точки зрения придворного этикета» был неординарным поступком со стороны Александра. Долли в своём письме к мужу восторженно рассказывает о первой встрече с императором, он оставался у Хитрово два часа, сёстры просили позволить общаться с ним, как с частным лицом, и это «привело его в восхищение»: «Он повторил нам, по крайней мере раз двадцать, чтобы мы не усваивали здешних [петербургских] привычек и оставались такими, как есть — без всякой искусственности». Долли, с ранней юности привыкшая общаться с «сильными мира сего» запросто, совершила необдуманный поступок: она ездила (вероятно, одна) в Царское Село в не подходящее для визитов время — император находился на манёврах. В нескольких письмах, адресованных ей, Александр извиняется за то, что не мог принять её, и советует быть осторожнее, чтобы не возбуждать сплетен.
По мнению Раевского, в тот период Александр I был увлечён Дарьей Фёдоровной, письма его — это не послания «любовника, но <…> влюблённого в неё человека». Сама же она на всю жизнь сохранила восторженное отношение к императору.
Хлопоты Хитрово о пенсии увенчались успехом. Как сообщает французский генерал и дипломат Шарль де Флао, лишь на несколько дней разминувшийся с ней в Петербурге, Елизавета Михайловна получила от императора пенсию (7 тысяч рублей), возмещение за прошедшие годы и земли в Бессарабии, «которые она сможет выгодно продать». Раевский подчёркивает, что такой подарок от императора Хитрово получила не за заслуги своего отца (которого Александр не любил), а «ради Долли».

### Петербург

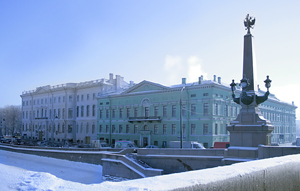
Здание бывшего австрийского посольства, Дворцовая набережная, 4

По некоторым данным, уже в 1823 году Фикельмон думал о получении назначения послом в Петербург (он интересовался у бывшего в то время австрийским посланником в России Людвига Лебцельтерна, не собирается ли тот оставить свой пост). В конце 1828 года Меттерних отправил Фикельмона с дипломатическим поручением в Петербург для выяснения возможности сближения России и Австрии. Возможно, здесь сыграло свою роль и то, что жена Фикельмона была в своё время благосклонно принята при петербургском дворе. По словам Н. Каухчишвили, Фикельмон справился со своей миссией, и «почва для возможного сближения» двух империй была подготовлена. Весной 1830 года в Вене стало известно, что на посту посла в Петербурге российский император желает видеть графа Фикельмона.
Дарья Фёдоровна вместе с мужем приехала в Петербург в конце июня 1829 года. Фикельмоны жили в арендованном посольством особняке князя Салтыкова (Дворцовая набережная, 4). Елизавета Михайловна с весны 1833 года занимала в этом же доме отдельную квартиру, вместе с ней, до своего производства во фрейлины, жила дочь Екатерина.
Дарья Фёдоровна живо интересовалась литературой и музыкой, религиозно-философскими вопросами и политикой. Её близкими друзьями были П. Вяземский, А. Тургенев, И. Козлов. Салон графини Фикельмон часто посещал Пушкин. По словам П. А. Вяземского:

Вся животрепещущая жизнь европейская и русская, политическая, литературная и общественная, имела верные отголоски в этих двух родственных [Хитрово — Фикельмон] салонов. Не нужно было читать газеты, как у афинян, которые также не нуждались в газетах, а жили, учились, мудрствовали и умственно наслаждались в портиках и на площади. Так и в этих двух салонах можно было запастись сведениями о всех вопросах дня, начиная от политической брошюры и парламентской речи французского или английского оратора и кончая романом или драматическим творением одного из любимцев той литературной эпохи. Было тут обозрение и текущих событий; была и передовая статья с суждениями своими, а иногда и осуждениями, был и лёгкий фельетон, нравоописательный и живописный. А что всего лучше, эта всемирная изустная разговорная газета издавалась по направлению и под редакцией двух любезных и милых женщин.

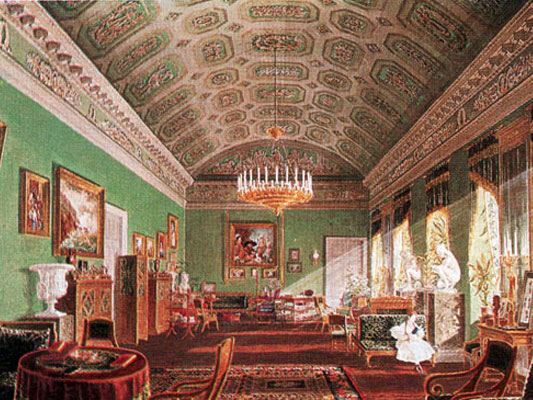
Петербургский салон Фикельмонов

Через семью посла русские знакомые получали книги, запрещённые к ввозу в Россию, а некоторые письма из-за границы друзей Фикельмонов (например, А. Тургенева Вяземскому) посылались с австрийской дипломатической почтой во избежание перлюстрации.
Знакомая с мировой литературой гораздо лучше, чем большинство её сверстниц, Дарья Фёдоровна, видимо, совершенно не знала литературы русской. За годы пребывания за границей она совсем забыла русский язык (возможно, что и в детстве знала его плохо). В 1830 году супругам Фикельмон давал уроки русского языка О. Сомов. Известно, однако, что в её салоне были вечера, посвящённые литературной жизни России. Об одном из таких собраний у Фикельмон пишет С. А. Бобринская мужу: «Я тебе говорила, что мадам Хитрово с дочерью Долли оказали мне честь, пригласив на литературный вечер. Был разговор только о Пушкине, о литературе и о новых произведениях».
Лето и осень 1835 года супруги Фикельмон провели в Австрии. Они принимали в том числе участие в праздновании годовщины битвы под Кульмом. На торжества, длившиеся около месяца, прибыли государи Австрии, России и Пруссии. Расставаясь с Дарьей Фёдоровной 8 октября, императрица Александра Фёдоровна вручила ей кокарду Ордена Святой Екатерины и бриллиантовый браслет со своим портретом. Таким образом, супруга австрийского посланника становилась придворной дамой русского императорского двора.
В опубликованной в 1863 году работе Аммосова, посвящённой дуэли Пушкина, содержатся воспоминания Данзаса, его секунданта, который утверждал, что Дантес был обязан началом своих успехов в России графине Фикельмон. Согласно сообщению Данзаса, Фикельмон представила его императрице Александре Фёдоровне на одном из своих вечеров. В книге Аммосова есть неточности, однако в 1863 году была жива сестра Фикельмон Екатерина, которая, вполне вероятно, читала её. Если бы рассказ о покровительстве Дарьи Фёдоровны был недостоверным, Екатерина Тизенгаузен могла бы его опровергнуть, но не сделала этого. Вместе с тем публикатор петербургской части (1829—1837) дневника Фикельмон С. Мрочковская-Балашова отмечает, что имя Геккерна в записях графини появляется не раз. В начале их знакомства Фикельмон довольно резко отозвалась о Геккерне: «здесь его считают шпионом г-на Нессельрода — такое предположение лучше всего определяет эту личность и её характер». Но вскоре тот стал постоянным посетителем салона Дарьи Фёдоровны, и она признавала, что голландский посланник «остроумен и занятен», хотя и «зол, — по крайней мере в речах». Однако «приёмный сын» Геккерна, Дантес, упоминается только в связи с дуэлью Пушкина, при этом Фикельмон, в отличие от многих представителей светского петербургского общества, осуждает его поведение.

### Вена
В мае 1838 года Дарья Фёдоровна вместе с мужем, взявшим отпуск из-за её болезни, матерью и дочерью уехала за границу, надеясь, что перемена климата и лечение помогут ей. Елизавета Михайловна простилась с дочерью и внучкой в Генуе и возвратилась в Россию. Дарья Фёдоровна в Россию больше не приезжала, хотя ещё весной 1839 года писала мужу, который работал в Петербурге, что надеется вернуться туда. 3 мая 1839 года в Петербурге внезапно умерла её мать, Фикельмон похоронил тёщу и, снова взяв отпуск по семейным делам, уехал к жене, лечившейся в то время в Экс-ле-Бен.
В 1839 году Фикельмон был вызван в Вену для временного исполнения обязанностей канцлера, после он снова вернулся в Россию и был отозван в июле 1840 года окончательно. Он получил почётный пост (нем. Staats und Konferenzminister), однако, судя по переписке супругов, фактически это была опала. Причины, по которым Фикельмона «держали вдали от всех дел», неизвестны.
В 1842 году при венском дворе получил аккредитацию, после пятилетнего перерыва в своей карьере, Луи Геккерн. В венском обществе он был принят холодно. Тем не менее Геккерн пригласил к себе на зимний сезон 1842—1843 годов супругов Дантес. Фикельмон записала в своём дневнике по этому поводу:

Мы не увидим госпожи Дантес, она не будет бывать в свете и в особенности у меня, так как она знает, что я смотрела бы на её мужа с отвращением.
Лишь однажды Фикельмон упоминает в письмах к сестре имя вдовы Пушкина: 17 января 1843 года Дарья Фёдоровна с неодобрением пишет, что Наталья Николаевна снова начала бывать при петербургском дворе: «… она могла бы воздержаться от этого; она стала вдовой вследствие такой ужасной трагедии, причиной которой, хотя и невинной, как-никак явилась она».
В последний раз фамилия Геккерна (Луи) встречается в письме Фикельмон от 1850 года: он сделал графине визит в Вене. Дарья Фёдоровна «была взволнована, снова увидев эту личность», которая ей «так много напомнила».

### Революция
Последний взлёт своей карьеры Фикельмон пережил в дни революции 1848 года. Ещё в 1847 году из Венеции, где в это время находились Фикельмоны, Карл Людвиг был вызван в Вену, там он впервые за много лет получил важное назначение. Его направили в Милан, где начинались революционные выступления.
В октябре 1847 года Фикельмоны переехали в Милан, где, как отмечала Дарья Фёдоровна, они в полной мере почувствовали, какие напряжённые отношения сложились между австрийцами и местной аристократией. Пребывание в Милане вскоре стало опасным — зимой 1848 года начались вооружённые столкновения населения с австрийскими солдатами. В одной из стычек был смертельно ранен повар Фикельмонов. Дарья Фёдоровна описывает сестре трагические события:

…Чувствую себя, точно в осаждённой крепости. Я не знаю, сколько времени ещё Фикельмон должен оставаться здесь, но я буду вне себя от радости, когда мы сможем покинуть этот город. Фикельмон держится, но морально он тоже очень устал. Невозможно в подробностях рассказать о нём. Его положение таково, что любой другой на его месте оказался бы сломленным.

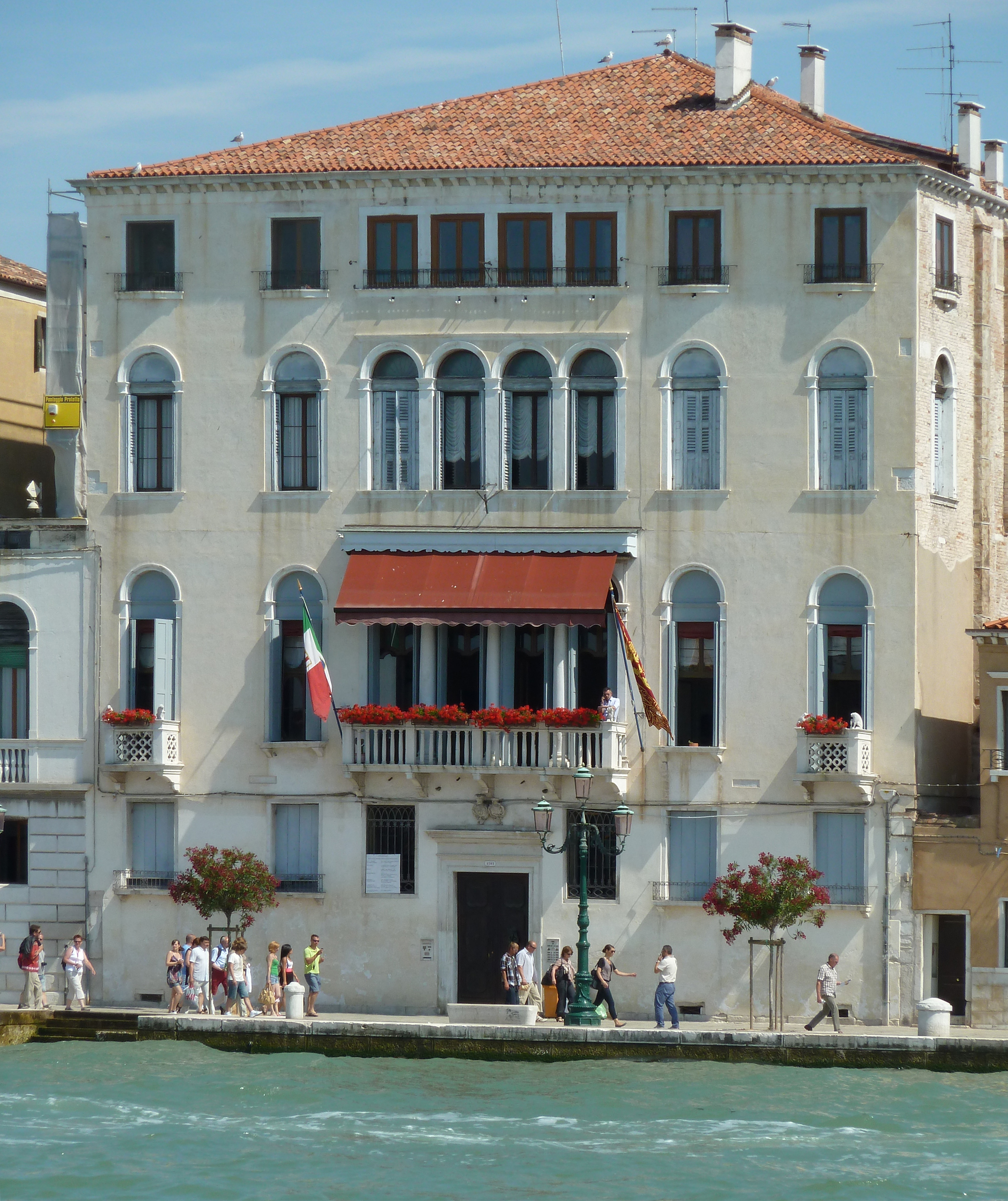
Палаццо Клари в Венеции

В начале марта 1848 года Фикельмон получил назначение на должность председателя военного совета Австрии. Супруги уехали в Венецию, оттуда Фикельмон направился в Вену, а Дарья Фёдоровна задержалась. В Венеции она узнала о революции в Австрии и о падении Меттерниха. 18 марта Фикельмон стал министром двора и иностранных дел в составе первого конституционного кабинета.
В марте в Венеции была провозглашена республика. Австрийцы также потерпели поражение в Ломбардии. Дарья Фёдоровна в Венеции дважды подвергалась аресту, революционное правительство города не было единодушно в вопросе о предоставлении свободы передвижения семье австрийского министра. Поначалу глава республики Даниэле Манин разрешил ей покинуть город, однако позже Фикельмон запретили уезжать. Через консула Великобритании Дарья Фёдоровна передала Манину письмо, в котором она цитировала его же прокламацию о гарантии неприкосновенности всем иностранцам. Из Венеции ей удалось выбраться на английском военном корабле, вызванном из Триеста. Дарья Фёдоровна с дочерью и зятем только через месяц встретились в Вене с Фикельмоном, который после отставки графа Коловрата стал председателем совета министров. В Вену Дарья Фёдоровна прибыла в апреле 1848 года, о чём писала сестре:

 Мы прибыли сюда позавчера и очень счастливы тем, что соединились с Фикельмоном. У меня такое чувство, что я пережила целую баталию, но только для того, чтобы вступить в новую, из которой я, по-видимому, выйду с ещё более тяжёлыми ранами.
Обстановка всё более осложнялась. Фикельмон, умеренный политик, по сути дела, расходившийся с Меттернихом во взглядах, тем не менее не мог пользоваться популярностью. Основанием для нападок на Фикельмона было его последовательное русофильство, не последнюю роль сыграло и происхождение его жены. Дарья Фёдоровна писала сестре, что боялась даже видеться с русскими, чтобы не навредить мужу. Вскоре он был обвинён в получении взятки от русского правительства:

Посылаю тебе листовку, из которой ты увидишь, каким преследованиям я здесь подвергаюсь. Люди не боятся оскорблять благородный характер Фикельмона и предполагать, что мы оба продались России. Эта глупая история о двенадцати миллионах разглашена здесь болтуном Оболенским, и благожелательная публика, которая постоянно обвиняет Фикельмона в том, что он друг русских, подхватила эту болтовню. Письмо Д. Ф. Фикельмон Е. Ф. Тизенгаузен. 22 апреля 1848 года
2 мая 1848 года к Фикельмону явилась студенческая делегация с требованием его отставки, его дом с девяти часов вечера до двух ночи был окружён толпой народа. На следующий день Фикельмон, по словам своей жены, возмущённый бездействием властей, подал в отставку.
Фикельмоны вместе с дочерью и зятем уехали в Теплице, где жили, никуда не выезжая. Но и покинув Вену, они не чувствовали себя в безопасности. В письмах к сестре Дарья Фёдоровна сообщает о потрясении, которое вызвали вести о гибели от рук восставших комиссара Ламберга и военного министра Латура (кузена Фикельмона). Она просит сестру писать не прямо, а через Берлин, так как положение, в котором находится Фикельмон, обвинения, выдвинутые против него, «ставят в настоящее время барьер между мною и тобой».

### Последние годы

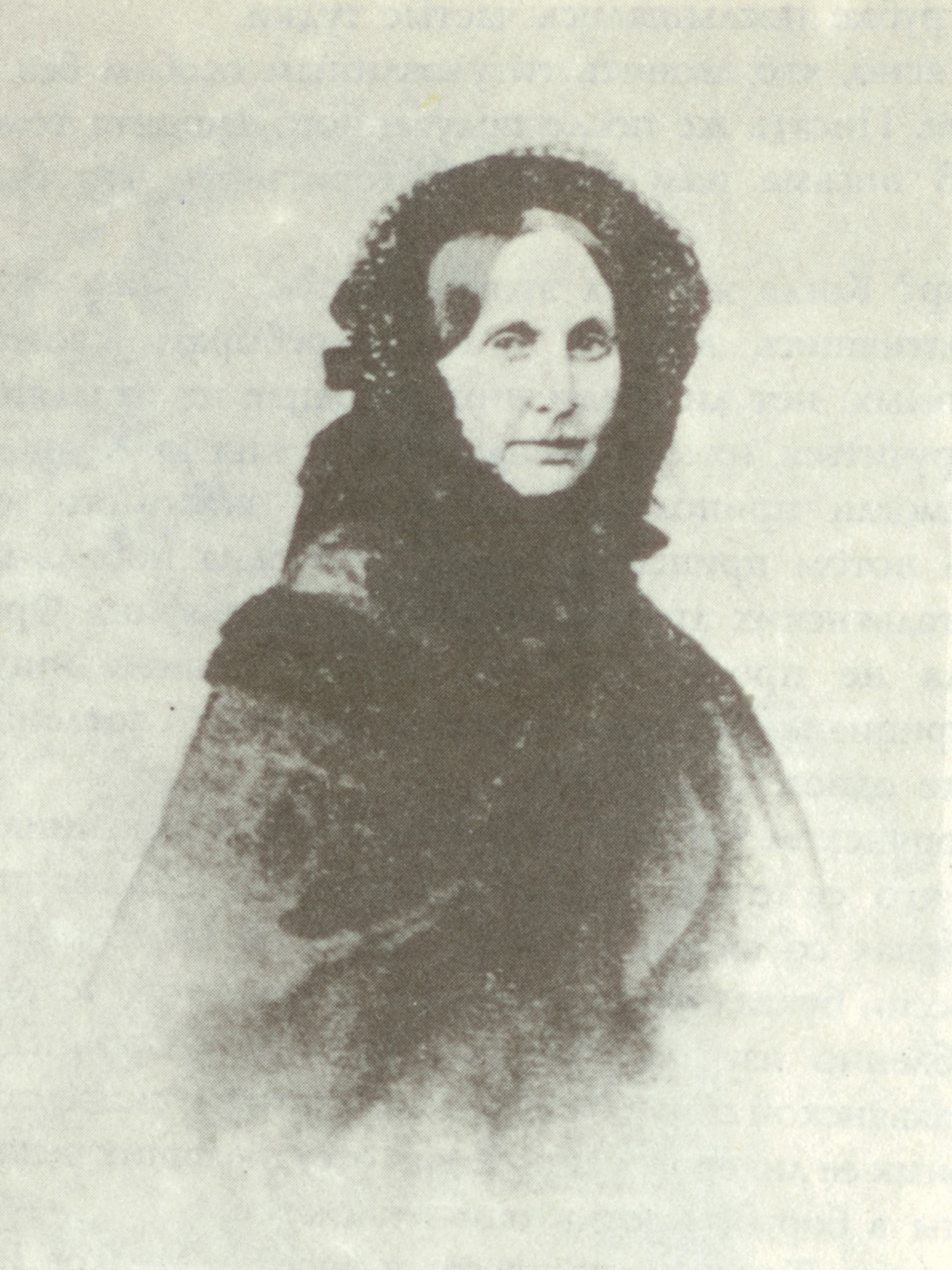
Дарья Фёдоровна. Фотография 1850-х годов. Музей в Теплице

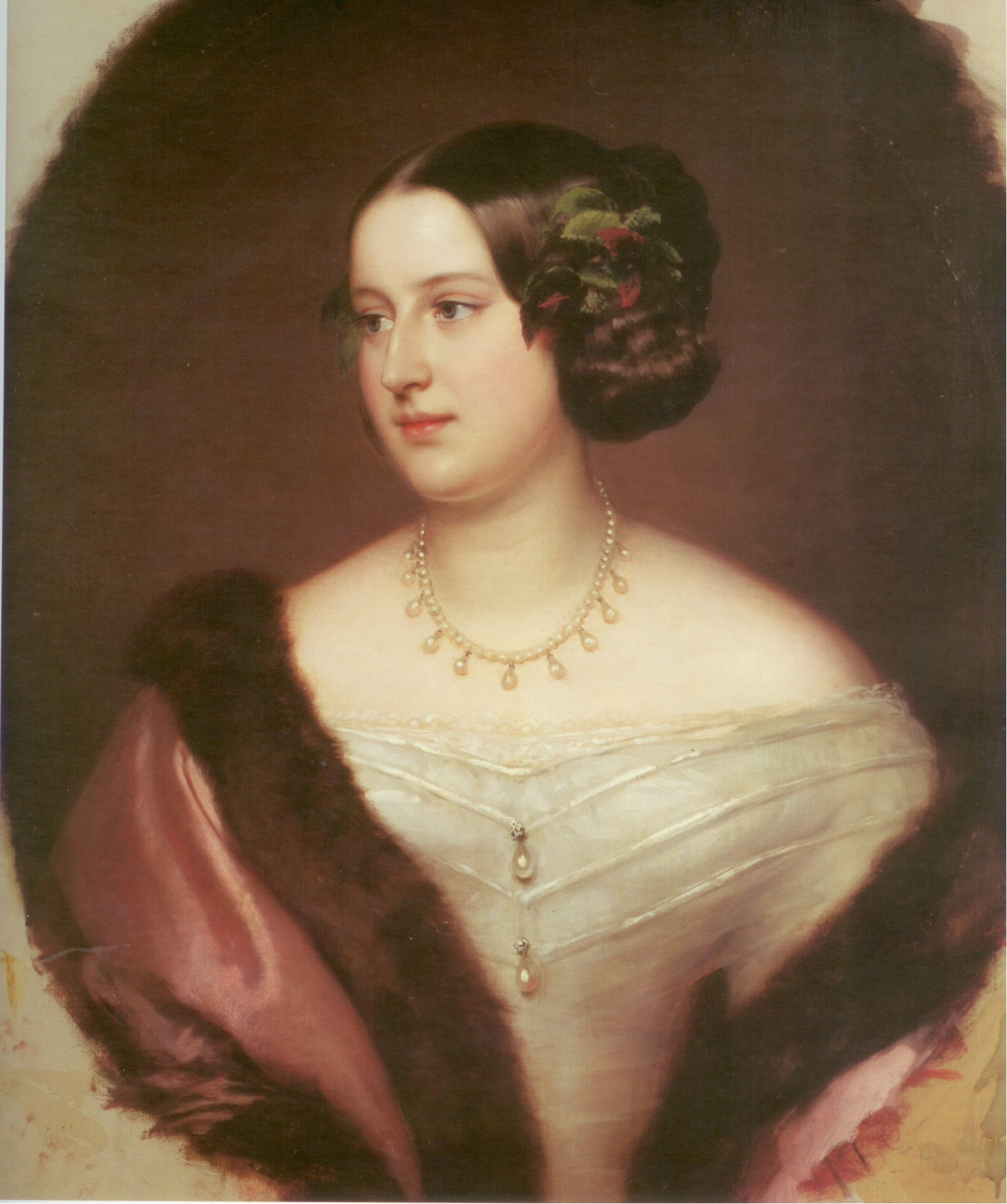
Елизавета-Александра, княгиня Кляри-и-Альдринген.
Художник Шротцберг, Франц. 1848

Жизнь Дарьи Фёдоровны на склоне лет была спокойной. Её радовал счастливый брак дочери, вышедшей замуж за одного из самых богатых и знатных богемских аристократов, князя Кляри-и-Альдринген, а также успехи Елизаветы-Александры при дворе. В сорок семь лет у Дарьи Фёдоровны было уже четверо внуков.
Пережитое в 1848—1849 годах сделало Фикельмон ещё более консервативной, её поздние письма полны опасений новых революционных потрясений в будущем. Раевский отмечал у Фикельмон «сильно развитое сознание необратимости исторических процессов», понимание того, что один человек не может сделать ничего против «духа своего времени». Широкий кругозор в сочетании с интуицией и способностью логически мыслить позволяли Дарье Фёдоровне, соединяя знания о прошлом и наблюдения настоящего, предвидеть дальнейшее развитие событий. Так, она предсказала возможность двух войн, разразившихся уже после её смерти, — австро-прусской (1866) и франко-прусской (1870).
Последние годы Фикельмоны жили либо в Вене, либо в Теплицком замке у дочери и зятя. Позднее они много времени проводили в Венеции, где в начале 1855 года вместе с зятем купили дом — нынешний палаццо Клари.
После отставки граф Фикельмон полностью посвятил себя литературной работе и имел в ней успех. Умер он восьмидесятилетним стариком в Венеции 6 апреля 1857 года. По свидетельству П. Баранта, редактировавшего посмертное издание работ Фикельмона (Pensées et réflexions morales et politiques du comte de Ficquelmont ministre d’Etat en Autriche. Paris, 1859), после смерти мужа Дарья Фёдоровна «переписала и собрала» для издания отдельной книгой его заметки по различным вопросам философии и политики, представлявшие зачастую карандашные наброски неразборчивым почерком.
Дарья Фёдоровна пережила мужа всего лишь на шесть лет: она скончалась 10 апреля 1863 года и была похоронена в семейном склепе князей Кляри-и-Альдринген в селении Дуби близ Теплице.
Письма графа и графини Фикельмон, адресованные Е. Тизенгаузен, были изданы в 1911 году в Париже графом Ф. де Сони.

## Фикельмон и Пушкин

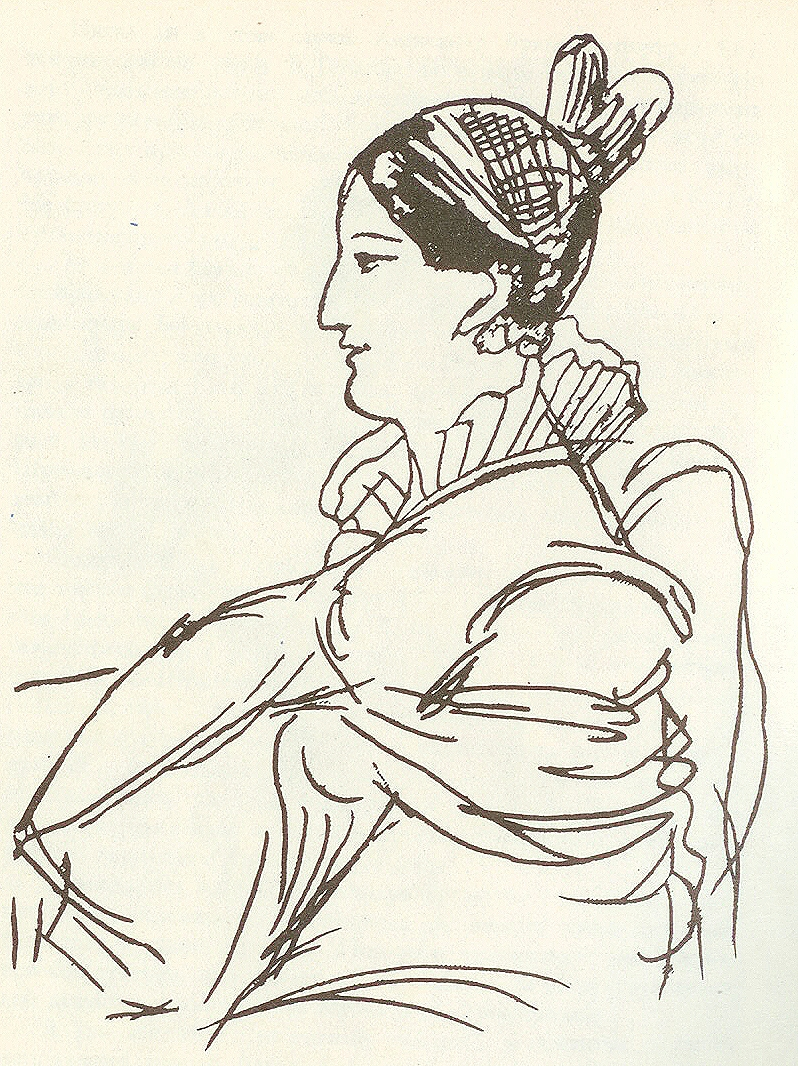
Долли Фикельмон. Рисунок А. С. Пушкина на листке Арзрумской тетради. 1829

Знакомство Фикельмон и Пушкина состоялось осенью 1829 года. Он стал частым гостем в доме австрийского посланника, а с Дарьей Фёдоровной поэта связывали дружеские отношения. В связи с этим довольно неожиданно выглядело утверждение племянника Пушкина Льва Павлищева о том, что поэт и Дарья Фёдоровна враждовали. Однако после смерти Павлищева выяснилось, что все цитаты из писем родных, которые он приводил в доказательство неприязни, якобы существовавшей между Фикельмон и Пушкиным, сочинены им самим. Цель подлога Павлищева осталась неизвестной; в целом его мемуары, как общепризнано, не могут считаться достоверным источником и содержат и другие фальсификации.
Существует версия, оспариваемая большей частью исследователей, что у Дарьи Фёдоровны был роман с Пушкиным. Предположение возникло после публикации в 1922 году М. Цявловским рассказа друга поэта Нащокина в записи Бартенева. Пушкин, в подтверждение своих слов, что «при необходимости можно удержаться от обморока и изнеможения, отложить их до другого времени», рассказал ему о своём романтическом свидании, назначенном одной блестящей светской дамой в своём петербургском доме. Утром хозяйка попыталась вывести Пушкина из дома, однако у выхода встретила дворецкого. По словам Нащокина, «Пушкин сжал ей крепко руку, умоляя её отложить обморок до другого времени, а теперь выпустить его как для него, так и для себя самой. Женщина преодолела себя». Имя дамы в рассказе Нащокина не было названо, однако её отождествляли с Дарьей Фёдоровной — на полях тетради сделана запись рукой, не принадлежащей Бартеневу, где названо имя Фикельмон.
Существует мнение (восходящее к первому публикатору рассказа Нащокина — М. А. Цявловскому), что это приключение нашло отражение в «Пиковой даме»: описание ожидания Германна, тайком проникшего во дворец старой графини, в передаче Нащокина совпадает с описанием ожидания Пушкина. А пушкинист Н. Лернер обратил внимание, что Германн, покидая дом графини, думает не о крушении своих надежд, а о любовнике, посещавшем её спальню шестьдесят лет назад: «Думать <…> мог в данном случае автор, а не Германн, потрясённый „невозвратной потерей тайны, от которой ожидал обогащения“. С таким настроением не вяжутся эти мысли, полные спокойной грусти».
Н. А. Раевский находил, что в «Пиковой даме» под видом дворца старой графини изображён дом австрийского посланника. Он побывал в особняке, впервые — в 1965 году, и попытался восстановить былое назначение комнат в нём:

На мой взгляд, сохранившаяся, по-видимому, без переделок спальня Д. Ф. Фикельмон, ныне кабинет литературы <…>, значительно больше соответствует как тексту «Пиковой дамы», так и рассказу Нащокина, записанному Бартеневым. Н. Раевский.
Доказательством правдивости рассказа Нащокина считается то обстоятельство, что друг Пушкина Соболевский, ознакомившийся с записями Бартенева, не сделал никаких замечаний по поводу истории со свиданием. Существует также запись Анненкова, сделанная им в то время, когда он собирал материалы для биографии Пушкина, со слов неизвестного (к тому времени Нащокина не было в живых): «жаркая история с женой австрийского посланника», следовательно, этот случай был известен ещё кому-то. По версии же Флоровского, источник Анненкова всё тот же Нащокин, который ранее рассказал эту историю будущему биографу поэта. Сторонники версии романа Фикельмон и Пушкина считают, что Дарья Фёдоровна была несчастлива в браке. Однако это остаётся только предположением: всё, что известно о супругах Фикельмон, свидетельствует о полном согласии между ними.
Поэт и пушкинист В. Ф. Ходасевич считал, что рассказ Нащокина заслуживает полного доверия, хотя и изложен «необыкновенно безвкусно»; если бы Пушкин и/или Нащокин выдумали эту историю как «новеллу», то едва ли они назвали бы имя Фикельмон или чьё-либо ещё — это была бы клевета на женщину и «прямая подлость», для Пушкина или его друга немыслимая.
Часть исследователей из числа тех, кто считал, что это свидание действительно состоялось, после появления публикации Цявловского относила его к первому периоду знакомства Пушкина и Фикельмон. Однако после того, как было обнаружено и опубликовано письмо поэта к Дарье Фёдоровне от 25 апреля 1830 года, эта версия считается маловероятной: «За изысканно любезными, великолепно отшлифованными фразами поэта совершенно не чувствуется интимной близости с адресаткой, будто бы имевшей место всего несколькими месяцами ранее». Раевский, считая совершенно невероятным, что Пушкин оговорил Фикельмон, и свидание было на самом деле, относит его к осени 1832 года. После записи от 22 ноября этого года имя Пушкина на страницах дневника Фикельмон не встречается при том, что он продолжал посещать дом австрийского посланника:

Таким образом, ссоры не было, но перо графини почему-то перестало писать фамилию поэта…
 Мне кажется вероятным, что именно 22 ноября 1832 года можно считать той датой, после которой произошло незабываемое для Долли Фикельмон событие.
Ходасевич также считал, что роман относился к 1831 или 1832 году, и, таким образом, Пушкин изменил жене с Фикельмон (но не позже 1833 года, когда эпизод отразился в «Пиковой даме»). Исследователь также считал «психологически любопытными» упоминания Фикельмон в письмах Пушкина Наталье Николаевне и видел в них отражение ревности супруги Пушкина.
Известно немного свидетельств современников об отношениях Пушкина и Фикельмон. 26 апреля 1830 года Вяземский пишет жене, имея в виду Дарью Фёдоровну: «Как это Пушкин не был влюблён в неё, он, который такой аристократ в любви?» А 25 июля 1833 года тот же Вяземский, описывая вечер у супруги австрийского посла, сообщает, что Пушкин ухаживал за «Крюднершей». В связи с этим сообщением Раевский отмечает, что, если бы у Пушкина с Фикельмон «в этот момент» были отношения «дальше дружбы», он вёл бы себя у неё в гостях «сдержаннее».
По версии Л. Гроссмана, Пушкин разыграл друга, сочинив, как это бывало, новеллу в духе Боккаччо и выдав её за действительное событие. В комментариях к главе пятой «Евгения Онегина» (Татьяна близка к обмороку, когда видит Онегина, но удерживается от него) Ю. М. Лотман, отмечая, что эпизод в поэме совпадает с рассказом Пушкина Нащокину, высказывает мнение, что если «жаркая история» имеет реальную основу, то она произошла в 1825 году, то есть гораздо ранее знакомства Пушкина с Фикельмон. Совпадение же расположения комнат дома графини из «Пиковой дамы» и особняка австрийского посольства Лотман объясняет тем, что Пушкин описал типичный барский дом XVIII века или что тут имело место объединение «события и пространства, не связанных в реальной жизни».
Комментатор петербургской части дневника Фикельмон С. Мрочковская-Балашова отмечает, что при той дружбе, которая была между дочерью и матерью, безнадёжно влюблённой в Пушкина, совершенно невозможно, чтобы Дарья Фёдоровна вступила в связь с ним.
По предположению исследователей (Раевский, Каухчишвили), Пушкин изобразил графиню Фикельмон в «Египетских ночах»:

…он [импровизатор] с живостью оборотился и подошёл к молодой величавой красавице, сидевшей на краю второго ряда. Она встала безо всякого смущения и со всевозможною простотою опустила в урну аристократическую ручку и вынула свёрток.
— Извольте развернуть и прочитать, — сказал ей импровизатор. Красавица развернула бумажку и прочла вслух:
— Cleopatra e i suoi amanti..
Раевский, отмечая, что «величавая красавица», «видимо, уверенно читает по-итальянски», считал, что «на вечер импровизатора-итальянца Пушкин привёл графиню Фикельмон, так любившую Италию…». Соглашаясь с предположением Раевского, Каухчишвили обратила внимание на то, что Фикельмон в Петербурге оказывала покровительство одному импровизатору. Пушкин мог присутствовать на его выступлении в салоне графини. По мнению Гиллельсона, Фикельмон появляется ещё раз у Пушкина в наброске «Мы проводили вечер на даче» (княгиня Д.), а её дневниковые записи помогают установить прототипы и других персонажей этого отрывка.

## Дневник. История публикаций

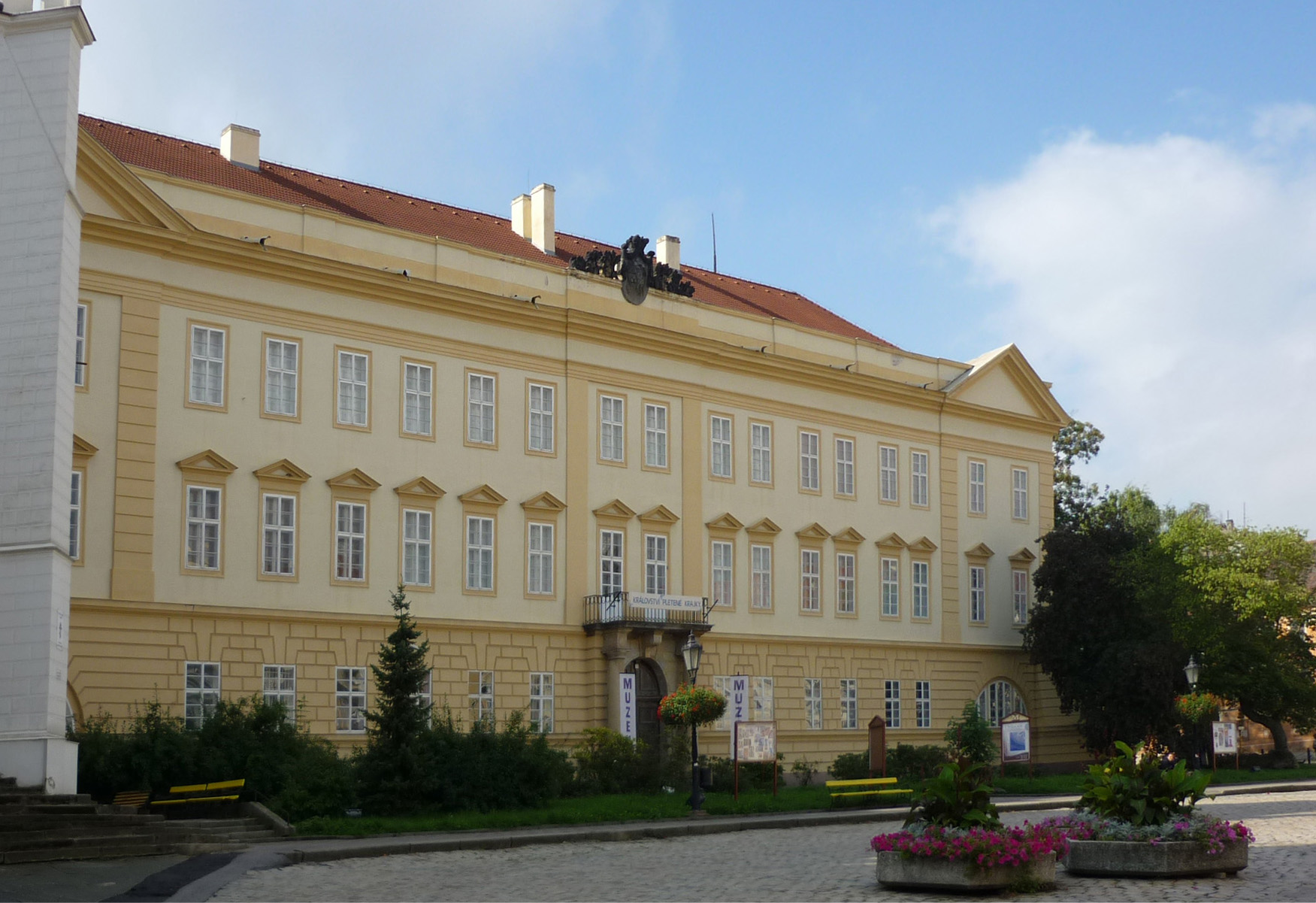
Дворец Кляри-и-Альдрингенов в Теплице

С 1829 по 1862 годы Дарья Фёдоровна вела дневник на французском языке. До окончания Второй мировой войны он вместе с другими бумагами Фикельмонов хранился у их потомка князя Альфонса Кляри-и-Альдрингена в Теплицком дворце. В 1942 году Раевский в поисках бумаг, касавшихся Пушкина, обратился с письмом к князю и узнал от него о дневнике Дарьи Фёдоровны. После войны Раевский был арестован советскими властями и осуждён «за связь с мировой буржуазией», объявление о находке было надолго отсрочено. Подлинник дневника (десять тетрадей) после войны поступил в филиал Государственного архива в городе Дечине.
Две тетради дневника Дарьи Фёдоровны, отразившие события её петербургского периода жизни, были изучены и описаны А. В. Флоровским. Также он опубликовал общий обзор с извлечениями из дневника графини, которые характеризовали интересы и взгляды Фикельмон, женщины образованной, культурной и свободной в своих суждениях, и ту среду, в которой она вращалась, — это петербургское общество было и обществом Пушкина. Исследователи в первую очередь сосредоточили своё внимание на записях Фикельмон, касавшихся Пушкина и его жены, причём отмечается, что наблюдения Дарьи Фёдоровны в отношении поэта «замечательны по глубине и тонкости». А описание внешности Натальи Николаевны, сделанное Фикельмон, Раевский считал, возможно, «лучшим литературным портретом» жены Пушкина.
Полный текст дневника за 1829—1831 годы был опубликован итальянской исследовательницей Н. Каухчишвили вместе с биографическим очерком о Фикельмон. Каухчишвили обратилась к изучению на основе дневниковых записей общественно-политических взглядов Дарьи Фёдоровны и её вероятной причастности к созданию некоторых пушкинских произведений и раскрытию прототипов персонажей. В 2009 году вышел в свет перевод на русский язык дневника за 1829—1837 годы (впервые — петербургские тетради полностью; записи, сделанные в 1829 году в Вене, перед отъездом в Петербург, представлены в выдержках).

## Портреты Д. Ф. Фикельмон
Все знавшие Фикельмон в молодости восхищались её внешностью, однако Раевский в своём очерке «Фикельмоны» отмечал, что при обилии свидетельств никто тем не менее не описал её подробно, а её иконография очень бедна: «мы не знаем пока ни одного её портрета работы первоклассного художника». По мнению Раевского, и острохарактерный рисунок Пушкина на полях черновика «Медного всадника», и акварель Уинса, выполненная в Неаполе в 1826 году, «лишь отчасти» передают облик молодой женщины. В конце 1930-х годов в Праге в частном собрании Раевский видел литографию с портрета Дарьи Фёдоровны, выполненного в то время, когда ей было около сорока пяти лет:

По общему облику похожа на мать, совсем не отличавшуюся красотой, но все черты Елизаветы Михайловны как бы исправлены и облагорожены художницей-природой. Долли Фикельмон — брюнетка с необыкновенно красивыми бархатистыми глазами. <…> Глядя на эту литографию, понимаешь, почему двадцатью годами раньше Дарья Фёдоровна считалась одной из самых красивых женщин николаевского Петербурга.
В конце 1970-х годов авторы книги «Итальянская Пушкиниана» обнаружили в Венеции у графини Сан-Марцано подписанный А. Брюлловым двойной акварельный портрет Долли Фикельмон и её сестры Екатерины, позировавших на фоне Неаполитанского залива. Позднее этот групповой портрет был передан в Государственный музей А. С. Пушкина.
В 1979 году искусствовед И. Чижова определила, что моделью для акварели П. Соколова (1837), изображавшей даму в жёлтом платье с письмом в руках, послужила Дарья Фёдоровна. Для атрибуции она использовала известные к тому времени портреты графини художников Агриколы и Крихубера.
Поисками картин из Теплице после появления очерка И. Бочарова и Ю. Глушаковой, посетивших в Италии потомков Фикельмонов, занялись С. Островская и К. Крижова. Изучая документы архива Государственного института охраны памятников и защиты природы в Праге, они определили, что после Второй мировой войны в результате национализации Теплицкого замка его собрание художественных произведений было рассеяно по разным замкам страны. Значительная часть попала в Вельтрусы, где были обнаружены, среди прочего, портреты графа и графини, их знакомых и друзей, а также старинные фотографии.
В Вельтрусах хранился большой портрет Дарьи Фёдоровны в античном платье на фоне фантазийного пейзажа с римским Форумом и колонной Траяна, выполненный маслом по дереву назарейцем Ф. Агриколой. Предположительно, графиня позировала во время визита супругов Фикельмон в Рим в 1824 году, и, следовательно, — это самое раннее изображение Дарьи Фёдоровны. Были обнаружены также два живописных варианта портрета, известного по литографии (1840-е), приписываемые венскому художнику Й. Крихуберу. В альбоме, принадлежавшем Элизалекс и Эдмунду Клари, хранился ещё один портрет Дарьи Фёдоровны. Рисунок художника Эндера, подцвеченный акварелью, вероятно, был выполнен в Вене в 1828—1829 годах. По мнению авторов «Итальянской Пушкинианы», не очень удачный набросок. Однако этот рисунок помог научному сотруднику Третьяковской галереи Л. Певзнер атрибутировать женский профильный портрет в рабочей «Арзрумской» тетради Пушкина как изображение Фикельмон.

## Семья
Дочь Елизавета-Александра-Мария-Тереза (10 ноября или 12 декабря 1825, Неаполь — 14 февраля 1878, Венеция) — крестница императрицы Елизаветы Алексеевны и императора Александра I. В честь императорской четы получила два первых имени. Марией-Терезой её назвали в честь австрийской императрицы. Домашнее имя — Элизалекс. 15 декабря 1841 года в Вене вышла замуж за князя Эдмунда Кляри-и-Альдрингена (1813—1894). В браке с ним имела троих сыновей и одну дочь. Сын — Манфред — крупный политический деятель Австро-Венгрии. Прямые потомки проживали во Франкфурте, Ганновере и Зальцбурге.

## Адреса в Санкт-Петербурге

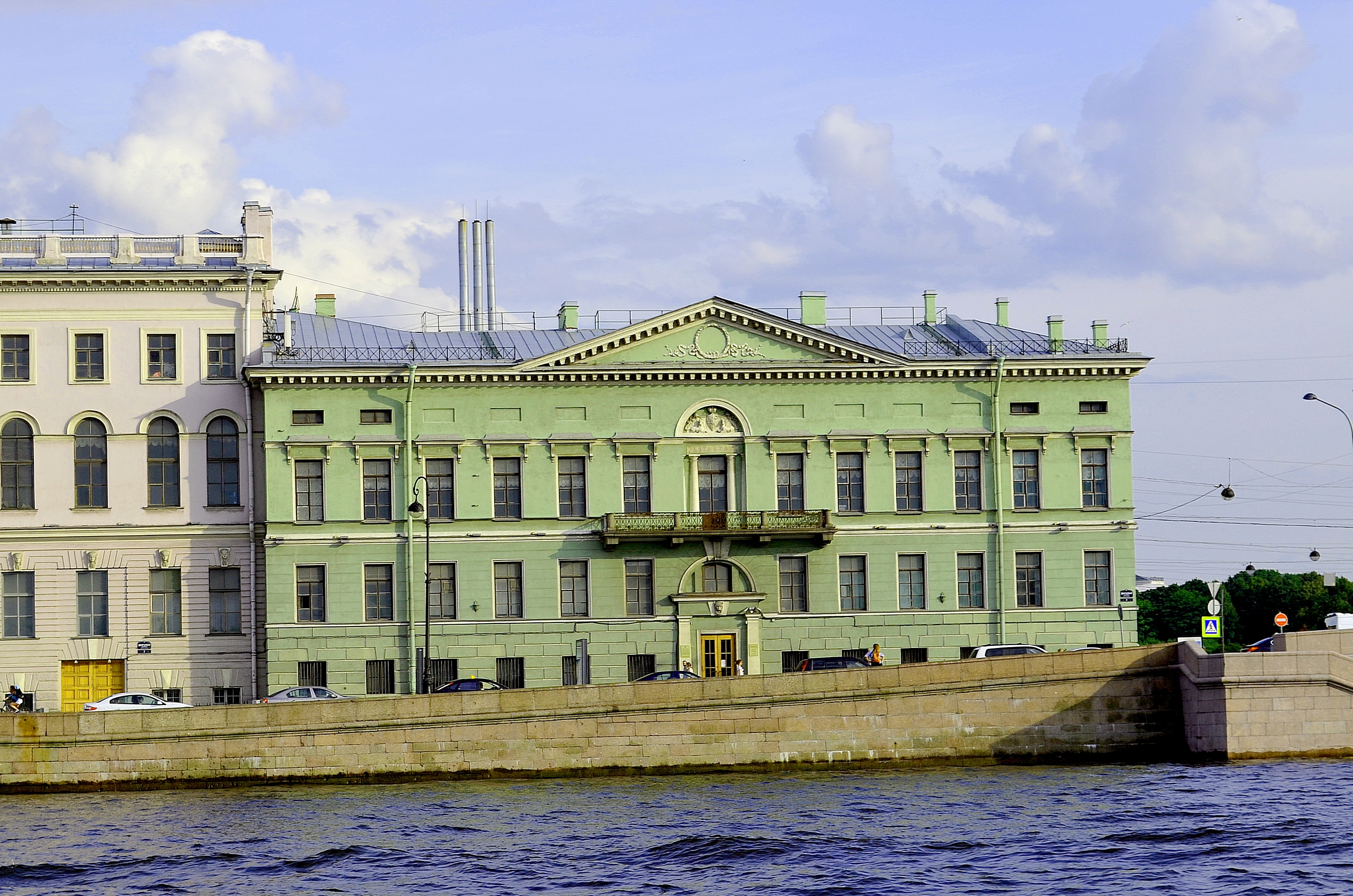
Дом Салтыкова, Дворцовая набережная, 4

- Дом Салтыкова, Дворцовая набережная, 4 (1829—1838)

## Комментарии
1. ↑  Умер от ран, полученных в сражении при Аустерлице. Л. Толстой, создавая сцену ранения князя Андрея в «Войне и мире», использовал рассказ о подвиге Тизенгаузена[3].
2. ↑  Ошибка мемуариста: Дарье Фёдоровне было в ту пору тринадцать лет[8].
3. ↑  По предположению Н. А. Раевского, таким образом Петербург пытался заставить Хитрово уплатить свои долги[9].
4. ↑  «По всей вероятности, в эти трудные для неё годы Елизавета Михайловна получала поддержку от родных из России»[10].
5. ↑  Он был увлечён Екатериной Тизенгаузен, и Елизавета Михайловна, по свидетельству чешской графини Сидонии Хотек, «всё время старалась» сблизить её с королём. Однако в 1825 году Фридрих Вильгельм женился на графине Гаррах[11].
6. ↑  Назначен посланником во Флоренции в 1819 году. Этот год для семьи Хитрово был траурным, поэтому Н. А. Раевский считает наиболее вероятным, что Фикельмон познакомился с ними в следующем году.
7. ↑  Однако серьёзно заболела Дарья Фёдоровна лишь в 1836 году[20].
8. ↑  Дипломат. С 1831 года — муж А. О. Смирновой-Россет. Впоследствии калужский, затем петербургский губернатор и сенатор.
9. ↑  Летние месяцы Дарья Фёдоровна проводила на морском побережье.
10. ↑  Или Стакельберг, Аделаида Павловна, урождённая Тизенгаузен, скончалась от родов 15 ноября 1833 года.
11. ↑  В очерке Раевского «Д. Ф. Фикельмон о дуэли и смерти Пушкина» приведён неточный перевод из-за неразборчиво написанной фамилии Актона: «Ричард Артур»[27].
12. ↑  Фикельмон принимал участие в работе Веронского конгресса[30].
13. ↑  Дарья Фёдоровна 27 июня (9 июля) 1823 года пишет мужу, что они получили приглашение от императрицы Елизаветы Алексеевны на 28 июня, «чтоб быть ей представленными в Царском Селе, что не делается ни для кого», в тот же день они должны были представиться великой княгине Александре Фёдоровне. 27 июня Хитрово и её дочерям нанёс визит великий князь Михаил Павлович и «пробыл три битых часа»[31].
14. ↑  Письма Александра I хранятся в Пушкинском Доме: десять из них к Фикельмон, три — её матери, одна записка — Е. Тизенгаузен, одно письмо — всем троим: оно адресовано фр. l'aimable Trio «любезному Трио». Письма поступили в Рукописный отдел 31 декабря 1929 года. Даритель пожелал остаться неизвестным[32].
15. ↑  Помимо сообщения де Флао, других данных о размере пенсии Хитрово нет. В своём письме мужу Дарья Фёдоровна говорит о том, что её матери было пожаловано 6000 десятин бессарабских земель[36].
16. ↑  О частной аудиенции, данной австрийскому дипломату Николаем I, сообщила официальная газета Петербурга Journal de Saint-Pétersbourg в № 14 от 31 января (12 февраля) 1829 года[38].
17. ↑  С того момента, как Лебцельтерн выехал из России (1826), пост поверенного в делах занимал граф Зичи.
18. ↑  В Нарве она встретилась с матерью и сестрой, уехавшими в Россию в 1826 году.
19. ↑  Отношениям Д. Фикельмон и П. Вяземского посвящены глава в книге Каухчишвили и очерк Раевского «Переписка друзей»[43].
20. ↑  Осенью 1831 года Дарья Фёдоровна сообщает Вяземскому, что собирается прочесть переведённый им на русский роман Бенжамена Констана «Адольф». В 1839 году она писала мужу, что каждое утро проводит с русской грамматикой, так как надеется возвратиться в Россию. Дочь Фикельмонов, выросшая и учившаяся в Петербурге, хорошо говорила по-русски[46].
21. ↑  Письмо от 10 октября 1831 года[47].
22. ↑  По словам Данзаса, Дантес имел к ней рекомендательное письмо. По предположению Раевского, оно было от принца Вильгельма Прусского, покровителя Дантеса (семейство Хитрово было близко знакомо с семьёй принца)[49].
23. ↑  «Несмотря на прекрасную осведомлённость о событиях, Д. Ф. о многом умалчивает, а многие факты передаёт неверно: ни слова не упоминает, что ей отчасти был обязан Дантес своим успехом в России»[51].
24. ↑  В письме к Меттерниху от 4 января 1838 года (23 декабря 1837) Фикельмон сообщает, что уже около двух лет Дарья Фёдоровна страдала ревматизмом головы[56].
25. ↑  Предполагается, что Меттерних был недоволен тем, что Фикельмон брал длительный отпуск по семейным обстоятельствам. Высказывается также мнение, что причиной его опалы стало разногласие с канцлером в вопросах внешней политики[58].
26. ↑  К тому времени бывший дом Салтыкова уже почти двадцать лет занимал Ленинградский государственный библиотечный институт им. Н. К. Крупской[83].
27. ↑  Раевский сравнивает спальню в бывшем особняке австрийского посольства и опочивальню в доме Н. П. Голицыной (послужившей прототипом старой графини из «Пиковой дамы»), описание которой было опубликовано Ю. Раковым в 1969 году («Юность», 1969, № 2, с. 92)[84].
28. ↑  Ответ на письмо Фикельмон, написанное ей Пушкину из Петербурга в Москву (не сохранилось).
29. ↑  Тем не менее её придерживается исследовательница рисунков Пушкина Л. Краваль[90].
30. ↑  Клеопатра и её любовники (ит.)
31. ↑  Лангеншварц, запись о нём в дневнике графини от 20 октября 1832 года.
32. ↑  Д. И. Долгоруков, знакомый с ней по Неаполю, писал о Дарье Фёдоровне и её сестре: «… г-жа Фикельмон прекрасна, её сестра очень хороша собой…»; описывая своей матери праздник, состоявшийся в Петергофе 3 сентября 1823 года, А. А. Бестужев назвал графиню Фикельмон «первой красавицей»; в 1831 году О. С. Павлищева находила, что она вполне могла соперничать с Н. Н. Пушкиной[8].
33. ↑  Потомок Каролины Эдмеи Робилант-Череальо, внучки Дарьи Фёдоровны.
34. ↑  Сильвия Островская — сотрудник пражского Университета семнадцатого октября, Квета Крижова — Государственного института охраны памятников и защиты природы.

### О Д. Ф. Фикельмон
- Бочаров И., Глушакова Ю. Венецианская Пушкиниана // Огонёк. — 1978. — № 7. — С. 22—24.
- Бочаров И., Глушакова Ю. «…Когда б имел я сто очей, то все бы сто на вас глядели» // Итальянская Пушкиниана / Рецензент В. В. Кунин. — М.: Современник, 1991. — 444 с. — 75 000 экз. — ISBN 5-270-00630-8.
- Вацуро В. Э., Гиллельсон М. И., Иезуитова Р. В., Левкович Я. Л. Комментарии // Пушкин в воспоминаниях современников. — 3-е изд., доп. — СПб.: Академический проект, 1998. — Т. 2. — С. 492—494.
- Гиллельсон М. И. Пушкин в итальянском издании дневника Д. Ф. Фикельмон // Временник Пушкинской комиссии, 1967—1968 / АН СССР. ОЛЯ. Пушкинская комиссия. — Л.: Наука. Ленинградское отделение, 1970. — С. 14—32.
- Гроссман Л. П. Устная новелла у Пушкина // Этюды о Пушкине. — Л. Д. Френкель. — П., 1923.
- Измайлов Н. В. Пушкин в дневнике гр. Д. Ф. Фикельмон // Временник Пушкинской комиссии, 1962. — АН СССР. ОЛЯ. Пушкинская комиссия. — М.; Л.: Изд-во АН СССР, 1963. — С. 32—37.
- Краваль Л. «Армида молодая» // Рисунки Пушкина как графический дневник / Редактор В. А. Кожевников. — М.: Наследие, 1997. — 536 с. — (Пушкин в XX веке, IV). — 1500 экз. — ISBN 5-201-13300-2.
- Крижова К., Островская С. Чехословацкие находки // Временник Пушкинской комиссии, 1977 / АН СССР. ОЛЯ. Пушкинская комиссия. — Л.: Наука. Ленинградское отделение, 1980. — С. 44—48.
- Ободовская, И.; Дементьев, М. После смерти Пушкина. Неизвестные письма / ред. и автор вступ. статьи Д. Д. Благой. — М. : Советская Россия, 1980. — 384 с.
- Мрочковская-Балашова С. «Нет, не возлюбленной была…» // Фикельмон, 2009.
- Раевский Н. А. Портреты заговорили // Избранное. — М.: Художественная литература, 1978. — С. 52—342.
- Рейсер С. Пушкин в салоне Фикельмон (1829—1837) // Временник Пушкинской комиссии, 1977 / АН СССР. ОЛЯ. Пушкинская комиссия. — Л.: Наука. Ленинградское отделение, 1980. — С. 36—43.
- Флоровский А. В. Пушкин на страницах дневника графини Д. Ф. Фикельмон // Slavia. — Praha, 1959. — Т. XXVIII ses. 4.
- Чижова И. Б. Женские портреты пушкинской поры. Работы П. Ф. Соколова // Искусство. — 1979. — № 6.
- Florovskij A. Дневник графини Д. Ф. Фикельмон. Из материалов по истории русского общества тридцатых годов XIX века // Wiener slavistisches Jahrbuch. — Graz — Köln, 1959. — Т. VII. — S. 49—99.
- Clary-Aldringen A. Geschichten eines alten Österreichers / Mit einein Vorw. von Golo Mann. — 6. Aufl. — Frankfurt a.M. etc.: Ullstein, 1978. — ISBN 3-550-07474-3.
- Comte F. de Sonis. Lettres du comte et de la comtesse de Ficquelmont à la comtesse Tiesenhausen. — Paris, 1911.
- Kauchtschwili N. Il diario di Dar’ja Fёdorovna Ficquelmont. — Milano, 1968. — 227 p.